# Reisdorf
Reisdorf é uma comuna do Luxemburgo, pertence ao distrito de Diekirch e ao cantão de Diekirch.

## Demografia
Dados do censo de 15 de fevereiro de 2001:
- população total: 741
  - homens: 381
  - mulheres: 360

- densidade: 49,93 hab./km²

- distribuição por nacionalidade:

| Nacionalidade  | População | %      |
| -------------- | --------- | ------ |
| luxemburgueses | 562       | 75,84% |
| estrangeiros   | 179       | 24,16% |
| - portugueses  | 68        | 9,18%  |
| - franceses    | 7         | 0,94%  |
| - italianos    | 4         | 0,54%  |
| - belgas       | 18        | 2,43%  |
| - alemães      | 22        | 2,97%  |
| - iuguslavos   | 26        | 3,51%  |
| - outros       | 34        | 4,59%  |

- Crescimento populacional:

| Ano        | População |
| ---------- | --------- |
| 15/02/2001 | 741       |
| 01/01/2002 | 752       |
| 01/01/2003 | 795       |
| 01/01/2004 | 810       |
| 01/01/2005 | 858       |
| 01/01/2010 | 1027      |
| 01/01/2015 | 1105      |
| 01/01/2021 | 1288      |